# Michele Placido
Michele Placido, född 19 maj 1946 i Ascoli Satriano i Apulien, är en italiensk skådespelare, manusförfattare och regissör.
För svensk TV-publik är Placido mest känd i rollen som kommissarie Corrado Cattani i TV-serien Bläckfisken. Han har även spelat Berardo Viola i Fontamara.
Placido är far till Violante Placido.

## Filmografi (urval)
- 1977 – Fontamara
- 1981 – Tre bröder
- 1984–1989 – Bläckfisken (TV-serie)
- 1988 – Två systrar för mycket
- 2006 – Dold identitet
- 2006 – Kajmanen - B-filmarens revansch
- 2006 – Assunta Spina (TV-serie)
- 2022 – Caravaggios skugga